# Tulaya
Tulaya és un gènere d'arnes de la família Crambidae. Anteriorment es deia Hercynella, però aquest nom estava ocupat per un gènere de mol·luscs fòssils.

## Taxonomia
- Tulaya margelana (Bethune-Baker, 1893)
- Tulaya staudingeri (Bethune-Baker, 1893)